# بورس ابوظبی
بورس ابوظبی (عربی: سوق أبو ظبي للأوراق المالية) بازار بورس اوراق بهادار در امارات متحده عربی است، که در سال ۲۰۰۰ تأسیس شد.